# Mina Tander

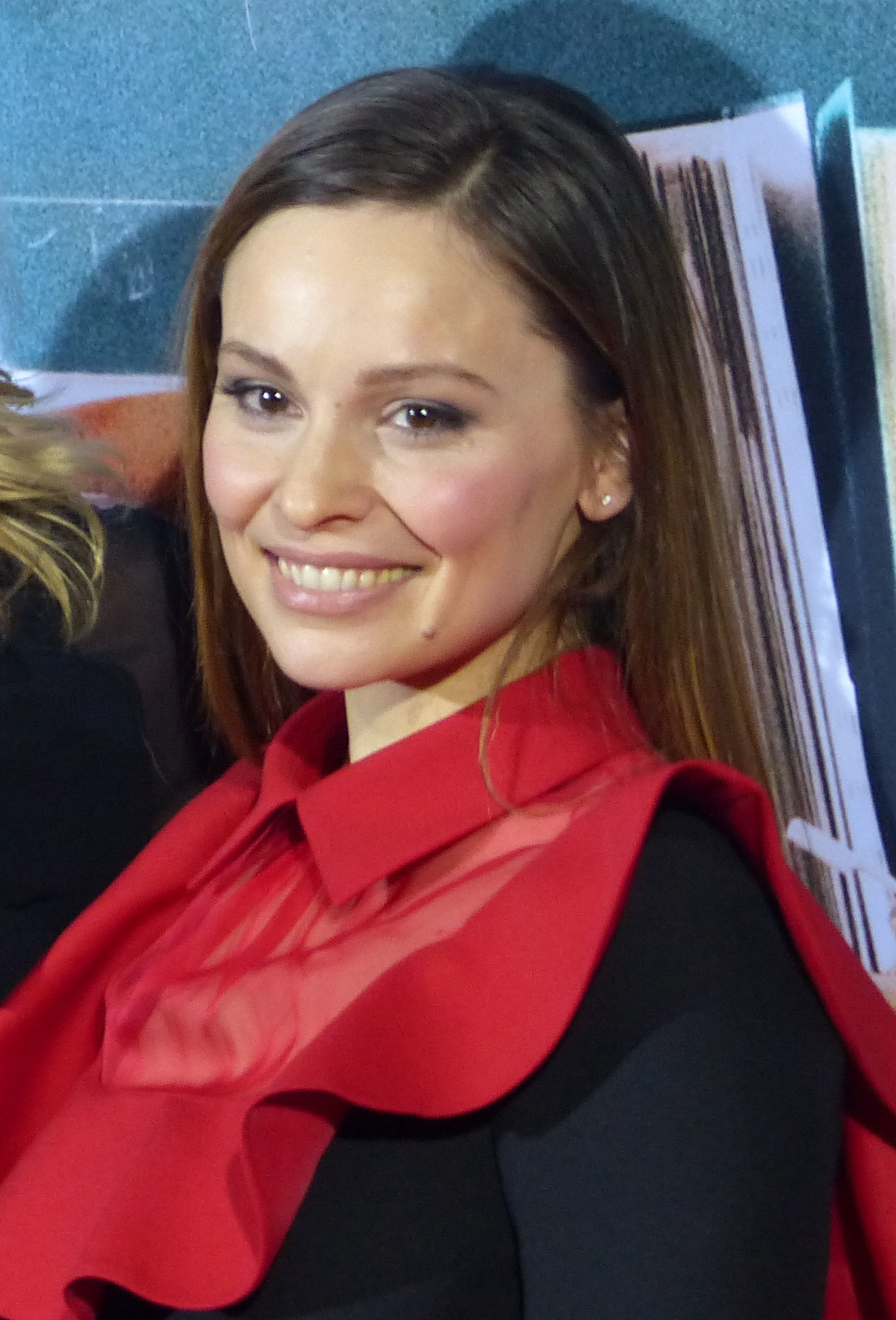
Mina Tander bei der Kinopremiere von Frau Müller muss weg! (2015)

Mina Tander (* 4. Dezember 1979 in Köln) ist eine deutsche Schauspielerin.

## Leben
Mina Tander ist die Tochter eines afghanischen Journalisten und einer deutschen Lehrerin. Ihr Vater starb, als sie sechs Jahre alt war. Mina Tander wuchs in Köln auf. Ihre Schwester Simin Tander ist Sängerin und Songschreiberin der Band Simin.
Nach eigenen Angaben wollte Mina Tander Tänzerin und Schauspielerin werden, seit sie zehn war. Sie besuchte parallel zum Gymnasium die Ballettakademie in Köln. Entdeckt wurde sie bei einem Schultheatertreffen in Münster vom dortigen Intendanten und spielte fortan neben der Schule Theater.
Mit 16 spielte sie in ihrem ersten Fernsehfilm Absprung mit. Es folgten weitere Fernsehfilme und 1999 mit Hinter dem Regenbogen der erste große Kinofilm. In den folgenden Jahren spielte sie in einigen Fernsehfilmen mit. 2000 verkörperte Tander nicht nur Leonie in dem erfolgreichen Kinofilm Harte Jungs, für den sie 2000 für den New Faces Award nominiert war, sondern spielte auch in der Komödie Schule Melanie, die Schwester der Hauptdarstellerin. Seitdem war sie auch in zahlreichen preisgekrönten Filmen wie Fremder Freund (First Steps Award), Hat er Arbeit, Oktoberfest und Schenk mir dein Herz sowie in den erfolgreichen Kinokomödien Maria, ihm schmeckt’s nicht! und Männerherzen … und die ganz ganz große Liebe zu sehen.
2009 wurde Tander für ihre Hauptrolle in Maria, ihm schmeckt’s nicht! für den Preis der deutschen Filmkritik in der Kategorie Beste Schauspielerin nominiert.
Für den Soundtrack des Films Schenk mir dein Herz sang sie 2010 die Songs Unsere Liebe blüht im Dunkeln und Marias Lied (zusammen mit Peter Lohmeyer) ein.
2012 lief der Film Du hast es versprochen, in dem Tander die Hauptrolle spielt, im offiziellen Programm der Internationalen Filmfestspiele von Venedig. 2017 erhielt sie für ihre Darstellung in dem Kinofilm Seitenwechsel den Jupiter Award.
Von 2016 bis 2019 war sie in Berlin Station zu sehen. 
Für ihre Darstellung in der Miniserie Neuland erhielt sie 2023 den Grimmepreis. 
Seit 2025 ist sie als eine der beiden Hauptrollen in der Netflix-Serie Cassandra zu sehen.

## Privates
Tander lebt in Berlin und ist mit dem Regisseur Elmar Fischer verheiratet. 2011 wurde sie Mutter einer Tochter. 2019 brachte Tander ihr zweites Kind, einen Jungen, zur Welt.

## Filmografie
- 1995: Verbotene Liebe (Folge 88)
- 1996: Absprung
- 1997: Nikola – Die Intelligenzbestie
- 1999: City Express
- 1999: Holstein Lovers
- 1999: Hinter dem Regenbogen
- 1999: Unschuldige Biester
- 2000: Hat er Arbeit?
- 2000: Harte Jungs
- 2000: Tödliche Wildnis – Sie waren jung und mussten sterben
- 2000: Schule
- 2000: Honolulu
- 2001: Ob sie wollen oder nicht
- 2001: Girl
- 2001: Die Wache (Folge Too Much)
- 2002: Brombeerchen
- 2002: SOKO Leipzig (Folge Mädchen)
- 2002: Wen küsst die Braut?
- 2003: Solo ohne Ende
- 2003: Geheimnisvolle Freundinnen
- 2003: Fremder Freund
- 2004: SOKO Köln (Folge Das Verhör)
- 2004: Mörderische Elite
- 2004: Wilsberg – Der Minister und das Mädchen
- 2004: Sex und Mehr
- 2004: Tatort – Gefährliches Schweigen
- 2005: Oktoberfest
- 2005: Hastig werden wir leiser
- 2005: Kometen
- 2006: Tatort – Blutschrift
- 2006: Schwarze Schafe
- 2006: Die Nonne und der Kommissar
- 2006: Tornado – Der Zorn des Himmels
- 2007: Wie küsst man einen Millionär
- 2007: Der falsche Tod
- 2007: Der letzte Zeuge (Folge Totgeschwiegen)
- 2008: Doctor’s Diary
- 2008: Selbstgespräche
- 2008: Wir sind das Volk – Liebe kennt keine Grenzen
- 2008: In jeder Sekunde
- 2009: Mörder kennen keine Grenzen
- 2009: Nachtschicht – Wir sind die Polizei
- 2009: Maria, ihm schmeckt’s nicht!
- 2010: Zeiten ändern dich
- 2010: Alarm für Cobra 11 – Die Autobahnpolizei (Folge Koma)
- 2011: Schenk mir dein Herz
- 2011: Der Verdacht
- 2011: Nina sieht es …!!!
- 2011: Männerherzen … und die ganz ganz große Liebe
- 2012: Du hast es versprochen
- 2012: Tatort – Ein neues Leben
- 2013: V8 – Du willst der Beste sein
- 2013: Buddy
- 2014: Das Hotelzimmer
- 2015: Frau Müller muss weg!
- 2015: V8 – Die Rache der Nitros
- 2016: Antonio, ihm schmeckt’s nicht
- 2016–2019: Berlin Station (Fernsehserie, 25 Folgen)
- 2016: Mama geht nicht mehr
- 2016: Seitenwechsel
- 2017: Das doppelte Lottchen
- 2017–2019: jerks. (Folgen 5, 11, 30)
- 2017: Der Sohn
- 2017: Eine gute Mutter
- 2018: Nord Nord Mord – Clüver und der leise Tod
- 2018: Safari – Match Me If You Can
- 2019: Verliebt in Valerie
- 2019: Rocca verändert die Welt
- 2020: Unterleuten – Das zerrissene Dorf
- 2022: Ein Wahnsinnstag
- 2022: Hui Buh und das Hexenschloss
- 2022: Neuland (Fernsehserie, 6 Folgen)
- 2023: Hotel Barcelona (Fernsehzweiteiler)
- 2023: Lipstick on the Glass
- 2024: Das Quartett – Patient Nr. 13
- 2025: Helix (Fernsehfilm)
- 2025: Cassandra (Fernsehserie)